# Mazomanie
Mazomanie è un comune degli Stati Uniti, situato in Wisconsin, nella Contea di Dane.
È il luogo di nascita della cantante Skylar Grey.
Secondo lo United States Census Bureau, il villaggio ha una superficie totale di 1,86 miglia quadrate (4,82 km2), di cui 1,84 miglia quadrate (4,74 km2) di terra e 0,03 miglia quadrate (0,08 km2) di acqua.